# Gymnastik vid olympiska sommarspelen 1964
Gymnastiken vid de olympiska sommarspelen 1964 i Tokyo bestod av 14 grenar fördelade på två olika discipliner i artistisk gymnastik, som avgjordes i Tokyo Metropolitan Gymnasium.

## Medaljörer

### Herrar
| Event                   | Guld                                                                                          | Silver                                                                                                | Brons                                                                                                |
| Mångkamp, lag detaljer  | Japan Yukio Endo Takuji Hayata Takashi Mitsukuri Takashi Ono Shuji Tsurumi Haruhiro Yamashita | Sovjetunionen Sergei Diomidov Viktor Leontev Viktor Lisitskj Boris Sjachlin Jurij Titov Juri Tsapenko | Tysklands förenade lag Siegfried Fülle Philipp Fürst Erwin Koppe Klaus Köste Günter Lyhs Peter Weber |
| Mångkamp, ind. detaljer | Yukio Endo Japan                                                                              | Viktor Lisitskj Sovjetunionen                                                                         | Ingen utsedd                                                                                         |
| Mångkamp, ind. detaljer | Yukio Endo Japan                                                                              | Boris Sjachlin Sovjetunionen                                                                          | Ingen utsedd                                                                                         |
| Mångkamp, ind. detaljer | Yukio Endo Japan                                                                              | Shuji Tsurumi Japan                                                                                   | Ingen utsedd                                                                                         |
| Fristående detaljer     | Franco Menichelli Italien                                                                     | Yukio Endo Japan                                                                                      | Ingen utsedd                                                                                         |
| Fristående detaljer     | Franco Menichelli Italien                                                                     | Viktor Lisitskj Sovjetunionen                                                                         | Ingen utsedd                                                                                         |
| Bygelhäst detaljer      | Miroslav Cerar Jugoslavien                                                                    | Shuji Tsurumi Japan                                                                                   | Jurij Tsapenko Sovjetunionen                                                                         |
| Ringar detaljer         | Takuji Hayata Japan                                                                           | Franco Menichelli Italien                                                                             | Boris Sjachlin Sovjetunionen                                                                         |
| Hopp detaljer           | Haruhiro Yamashita Japan                                                                      | Viktor Lisitskj Sovjetunionen                                                                         | Hannu Rantakari Finland                                                                              |
| Barr detaljer           | Yukio Endo Japan                                                                              | Shuji Tsurumi Japan                                                                                   | Franco Menichelli Italien                                                                            |
| Räck detaljer           | Boris Sjachlin Sovjetunionen                                                                  | Jurij Titov Sovjetunionen                                                                             | Miroslav Cerar Jugoslavien                                                                           |

### Damer
| Event                   | Guld | Silver | Brons                                                                                |
| Mångkamp, lag detaljer  | Sovjetunionen Polina Astachova Ludmila Gromova Larissa Latynina Tamara Manina Elena Voltjetskaja Tamara Zamotajlova | Tjeckoslovakien Věra Čáslavská Marianna Krajčírová Jana Posnerová Hana Růžičková Jaroslava Sedláčková Adolfína Tkačíková | Japan Toshiko Aihara Ginko Chiba Keiko Ikeda Taniko Nakamura Kiyoko Ono Hiroko Tsuji |
| Mångkamp, ind. detaljer | Věra Čáslavská Tjeckoslovakien                                                                                      | Larissa Latynina Sovjetunionen                                                                                           | Polina Astachova Sovjetunionen                                                       |
| Hopp detaljer           | Věra Čáslavská Tjeckoslovakien                                                                                      | Larissa Latynina Sovjetunionen Birgit Radochla Tysklands förenade lag                                                    | Ingen utsedd                                                                         |
| Barr detaljer           | Polina Astachova Sovjetunionen                                                                                      | Katalin Makray Ungern | Larissa Latynina Sovjetunionen                                                       |
| Bom detaljer            | Věra Čáslavská Tjeckoslovakien                                                                                      | Tamara Manina Sovjetunionen                                                                                              | Larissa Latynina Sovjetunionen                                                       |
| Fristående detaljer     | Larissa Latynina Sovjetunionen                                                                                      | Polina Astachova Sovjetunionen                                                                                           | Anikó Ducza Ungern                                                                   |

## Medaljtabell
| Pl. | Nation                 | Guld | Silver | Brons | Totalt |
| --- | ---------------------- | ---- | ------ | ----- | ------ |
| 1   | Japan                  | 5    | 4      | 1     | 10     |
| 2   | Sovjetunionen          | 4    | 10     | 5     | 19     |
| 3   | Tjeckoslovakien        | 3    | 1      | 0     | 4      |
| 4   | Italien                | 1    | 1      | 1     | 3      |
| 5   | Jugoslavien            | 1    | 0      | 1     | 2      |
| 6   | Tysklands förenade lag | 0    | 1      | 1     | 2      |
| 6   | Ungern                 | 0    | 1      | 1     | 2      |
| 8   | Finland                | 0    | 0      | 1     | 1      |